# Periorycta
Periorycta är ett släkte av fjärilar. Periorycta ingår i familjen praktmalar, Oecophoridae.
Kladogram enligt Catalogue of Life:
| Periorycta | \| \| Periorycta eucraera \| \| \| \| \| \| Periorycta stelidias \| \| \| \| |
|            | \| \| Periorycta eucraera \| \| \| \| \| \| Periorycta stelidias \| \| \| \| |
|            | Periorycta eucraera                                                          |
|            |                                                                              |
|            | Periorycta stelidias                                                         |
|            |                                                                              |